# Калабијана - Кјеза (Бјела)
Калабијана - Кјеза је насеље у Италији у округу Бијела, региону Пијемонт.
Према процени из 2011. у насељу је живело 43 становника. Насеље се налази на надморској висини од 720 м.